# Colombier du manoir de Pont-Couennec
Le colombier du manoir de Pont-Couennec est un bâtiment à Perros-Guirec, une commune du département des Côtes-d'Armor dans la région Bretagne en France. Le colombier est inscrit au titre des monuments historiques le 23 février 1990.
Le colombier de la fin du XVIe siècle, qui est en parfait état de conservation, est l'un des plus grands du Trégor. Il peut abriter jusqu'à 950 nids de pigeons. Les murs de l'édifice ont une épaisseur de 1,20 mètre. La base du toit est une corniche reposant sur des modillons. Il possède une fosse à colombine  d'une profondeur de 60 centimètres, qui sert à recueillir la fiente utilisée pour l'amendement des sols.